# フラストレーション
フラストレーション（frustration）とは、欲求が何らかの障害によって阻止され、満足されない状態にあること。またその結果生じる不快な緊張や不安と不満。「欲求不満」「欲求阻止」「要求不満」「要求阻止」などと訳される。

## 概要
人は欲求を満たすための行動を起こす。しかし何らかの原因によってその欲求を満たすことができないと、不愉快な気分になったり不安や緊張を感じる。この状態をフラストレーションの状態と言う。そして、フラストレーションを解消するために、暴飲暴食や、趣味に没頭したり、思い切り暴れ回ったりと、さまざまな行動を示すことがある。